# Ger Lataster
Gerard (Ger) Lataster (Schaesberg, 16 février 1920 - Amsterdam, 19 mars 2012) est un peintre néerlandais lié au mouvement informel.

## Biographie
Fils de mineur, Lataster a étudié à l'École des Arts Appliqués de Maastricht. Il s'est ensuite rendu à Amsterdam où il a étudié à la Académie royale des beaux-arts d'Amsterdam de février 1941 à août 1946. En 1948 et 1949, il a reçu une Subvention royale pour la peinture. Il est considéré comme l'un des « Limbourgeois d'Amsterdam », au même titre que Pieter Defesche, Jef Diederen et Lei Molin. Au début des années 1950, il voyage en France (notamment en Bretagne) grâce à des bourses et réside un temps à Paris.
Pratiquant une peinture abstraite puissamment colorée et expressive, son travail a pu être associé au groupe CoBra et, dans une moindre mesure, mouvement ZERO, bien que Lataster ait toujours manifesté sa volonté de rester indépendant de tout mouvement constitué et que plusieurs critiques, comme Françoise Choay, ont mis en avant ses liens avec l'histoire de la peinture expressionniste, de van Gogh à l'expressionnisme allemand.
Dans les années 1950, il est défendu par Willem Sandberg, directeur du Stedelijk Museum, qui présente ses œuvres dès 1958 à l'occasion de l'exposition 50 jaar Verkenningen et accepte de signer la préface au catalogue qui l'accompagne. En 1972, le même musée consacrera une exposition monographique à Lataster, dont le catalogue sera dirigé par Jean-Jacques Lévêque.
En 1959, Lataster participe à la deuxième édition de documenta à Cassel.
En 1963, il fonde aux côtés de Mari Andriessen, Nic Jonk, Theo Mulder et Wessel Couzijn, l'Académie d'éducation artistique alternative '63' (plus tard appelée Ateliers '63) à Haarlem, aujourd'hui De Ateliers à Amsterdam. Cette initiative est motivée par le désir de répondre au besoin des jeunes artistes de travailler pendant un certain temps sous la direction critique d'artistes plus expérimentés. En 1983, il devient professeur de peinture à la Rijksakademie. En 1994, le Musée de Dordrecht lui consacre une rétrospective intitulée Lataster (1952 – 1993) tandis qu'à Paris l'Institut néerlandais lui en dédie une autre en 1999.
Son œuvre est représentée dans de nombreuses collections de musées néerlandais et étrangers, notamment au Stedelijk Museum d'Amsterdam, au Bonnefantenmuseum de Maastricht, au Mauritshuis de La Haye, au Museum of Modern Art de New York et au Carnegie Museum of Art de Pittsburgh (The Watchdog of the Beloved, 1958). Lataster a travaillé avec de grandes galeries internationales, comme celle de Paul Facchetti à Paris et Zurich (de 1960 à 1979) et a exposé son travail aux Pays-Bas, en France, aux États-Unis, au Canada, en Allemagne, au Royaume-Uni, en Belgique, en Suisse, en Italie, en Russie, en Irlande, en Norvège, en Finlande ou encore en Israël, au Brésil, en Argentine et en Afrique du Sud. Ses œuvres sont régulièrement présentées lors d'expositions nationales et internationales et il est considéré comme l'un des artistes néerlandais les plus célèbres de sa génération. Parmi les collectionneurs particuliers ayant possédé de ses œuvres, on compte notamment David Rockefeller et l'entrepreneur et mécène italien Franco Marinotti, propriétaire du Palais Grassi à Venise, qui y exposa plusieurs fois Lataster.
Parmi les œuvres célèbres de Lataster, on peut citer le tableau Enfants jouant (1954, commandé par la municipalité de Heerlen), le tableau en quatre parties Les cheveux des femmes, Les lunettes des poètes, Les chaussures des ouvriers ; Les Cendres de tous (1976, Musée Bonnefanten, Maastricht) et le plafond monumental, intitulé Icarus Atlanticus : Allégorie du travailleur, peint pour le Mauritshuis de La Haye en 1987.
Lataster a été nommé Chevalier de l'Ordre du Lion néerlandais le 11 juin 2010, lors du vernissage de l'exposition « Qui a peur de Ger Lataster » à la Grote Barbarakerk de Culemborg. La même année, il a reçu la décoration honorifique de l'ordre du Mérite de la ville d'Amsterdam et un documentaire, intitulé Not without you, lui a été consacré ainsi qu'à son épouse Hermine van Hall.
Ger Lataster est décédé à l'âge de 92 ans, à Amsterdam, en 2012.
À l'occasion du centième anniversaire de sa naissance, en 2020, une double exposition rétrospective de son œuvre a eu lieu au Bonnefantenmuseum et au Gouvernement aan de Maas, à Maastricht.

## Œuvres dans les musées
- Stedelijk Museum, Amsterdam
- Albright-Knox Art Gallery, Buffalo
- Fogg Art Museum, Université Harvard, Cambridge (Massachusetts)
- Musée Schunck, Herleen
- Musée d'Art, La Haye
- Mauritshuis, La Haye
- Bonnefantenmuseum, Maastricht
- Minneapolis Institute of Art, Minneapolis
- Museum of Modern Art, New York
- Fonds national d'art contemporain, Centre national des arts plastiques, Paris
- Carnegie Museum of Art, Pittsburgh

## Distinctions
- Chevalier de l'ordre du Lion néerlandais